# Виноградовский сельский округ (Мытищинский район)
Виноградовский сельский округ — упразднённая административно-территориальная единица, существовавшая на территории Мытищинского района Московской области в 1994—2006 годах.
Виноградовский сельсовет был образован в первые годы советской власти. По данным 1924 года он входил в состав Коммунистической волости Московского уезда Московской губернии.
23 ноября 1925 года из Виноградовского с/с был выделен Грязновский с/с.
В 1926 году Виноградовский с/с включал село Виноградово, деревни Горки, Грибки и Грязново, совхоз «Опытное поле», а также дом отдыха и санаторий.
В 1929 году Виноградовский с/с был отнесён к Коммунистическому району Московского округа Московской области. При этом к нему был присоединён Грязновский (селение Афанасово) с/с.
27 февраля 1935 года Виноградовский с/с был передан в Мытищинский район.
4 января 1939 года Виноградовский с/с был передан в новый Краснополянский район.
14 июня 1954 года к Виноградовскому с/с были присоединены Новоархангельский и Троицкий с/с.
22 июня 1954 года из Виноградовского с/с в Верхне-Лихоборский были переданы селения Коровино, Фуниково и Карабановский.
3 июня 1959 года Краснополянский район был упразднён и Виноградовский с/с вошёл в Химкинский район.
29 августа 1959 года из Виноградовского с/с в черту города Долгопрудный был передан посёлок в/ч 52116.
28 июля 1960 года Химкинский район был упразднён и Виноградовский с/с вновь вошёл в Мытищинский район.
1 февраля 1963 года Мытищинский район был упразднён и Виноградовский с/с вошёл в Мытищинский сельский район. 11 января 1965 года Виноградовский с/с был передан в восстановленный Мытищинский район.
20 декабря 1966 года из Виноградовского с/с в черту города Долгопрудный были переданы селения Заболотье, посёлок платформы Новодачная, территория Долгопрудненской агротехнической станции и Долгопрудненские пруды (17 февраля 1984 года эта часть была включена в черту Тимирязевского района Москвы).
30 мая 1978 года в Виноградовском с/с был упразднён населённый пункт Грязное.
17 февраля 1984 года из Виноградовского с/с в подчинение рабочему посёлку Северный Тимирязевского района города Москвы были переданы часть села Виноградово (между Дмитровским шоссе и посёлком Северный), посёлок Ильинский и деревня Новоархангельская.
3 февраля 1994 года Виноградовский с/с был преобразован в Виноградовский сельский округ.
В ходе муниципальной реформы 2004—2005 годов Виноградовский сельский округ прекратил своё существование как муниципальная единица. При этом все его населённые пункты были переданы в городское поселение Мытищи.
29 ноября 2006 года Виноградовский сельский округ исключён из учётных данных административно-территориальных и территориальных единиц Московской области.